# Murina chrysochaetes
Murina chrysochaetes és una espècie de ratpenat de la família dels vespertiliònids. És endèmic del sud de la Xina.
És un ratpenat de petites dimensions, amb la llargada de l'avantbraç entre 27 i 29,8 mm i un pes de fins a 4,4 g. El pelatge és llarg.
S'alimenta d'insectes.
Aquesta espècie és coneguda només a la província de Guangxi.
Com que fou descoberta fa poc, l'estat de conservació d'aquesta espècie encara no ha estat avaluat formalment.